# Sam Webb
Sam Webb (Maine, 16 de julho de 1945) é um escritor e ativista político estadunidense, que liderou o Partido Comunista dos Estados Unidos da América de 2000 a 2014.

## Biografia
Webb nasceu no Maine e se formou em 1967 pela Universidade de São Francisco Xavier na província canadense de Nova Escócia. Ele recebeu mestrado em economia pela Universidade de Connecticut. De 1978 a 1988 atuou como organizador do Partido Comunista a nível estadual em Michigan. Atualmente reside na cidade de Nova Iorque.

### Posições políticas
Webb sempre foi bastante crítico em relação às instituições e estruturas de classe mantidas pelos diversos governos federais dos Estados Unidos, mas se mantém relativamente acrítico aos princípios democráticos que estes governos afirmam defender (como a democracia e a separação dos poderes), o que é consistente com as políticas atuais do Partido Comunista. Webb é um defensor convicto do socialismo e da democracia.
Webb liderou o partido quando este decidiu apoiar alguns candidatos do Partido Democrata durante a eleição presidencial de 2004. Enquanto o Partido Comunista se opõe aos dois partidos por serem representantes do sistema capitalista, seus membros defendem que a dominação do Partido Republicano é perigosa. Webb defende que a classe trabalhadora e a democracia estão em risco caso os Republicanos permaneçam no poder. Ele chamou o presidente Barack Obama de "advogado do povo" e afirmou que algumas de suas primeiras medidas, em reversão a políticas de George W. Bush, foram louváveis.
Webb é alvo de crítica frequente da esquerda estadunidense por fazer o Partido Comunista abraçar a social democracia e abandonar de vez sua conexão teórica com o pensamento leninista.